# Bells teorem
Bells teorem eller Bells olikhet är ett teorem inom kvantmekanik postulerat och bevisat av J. S. Bell 1964. 
Kvantmekaniken har allt sedan sin skapelse tagit formen som en av de mest precisa teorier som existerar. Experimentella resultat och teoretiska beräkningar har en mycket god överensstämmelse. Kvantmekaniken har dock filosofiska resultat som anses vara besvärande, då man kan påvisa att den inte kan ha vissa specifika egenskaper som man kan förvänta sig. En god fysikalisk teori bör inom den klassiska fysiken, bland annat, ha följande egenskaper:
- den bör vara komplett, det vill säga den behöver inga ytterligare teorier för att fullständigt beskriva, eller förutsäga, fenomen;
- den bör vara lokal, det vill säga varje händelse sker i en viss punkt (i rumtiden), och ingen information eller påverkan kan fortplantas snabbare än ljusets hastighet;
- den bör vara deterministisk, det vill säga givet en uppsättning initialvillkor så ges endast en möjlig händelse;
- den bör inte kräva några gömda variabler för att bestämma en händelse;
- den bör beskriva ett, och endast ett, Universum.

Bells teorem handlar om hur man generellt kan skilja lokala deterministiska teorier från teorier som inte uppfyller dessa villkor.   
Teoremet beskriver hur man experimentellt kan testa begreppet lokal realism och avgöra om kvantmekaniken uppfyller detta. Lokal realism definieras som en lokal fysikalisk teori som beskriver det universum vi kan observera. Satsen knyter an till Einstein–Podolsky–Rosen-paradoxen och tolkningen av kvantmekaniken.
Bells teorem utgörs av en serie olikheter, som behandlar mätningar på partikelpar som har interagerat och sedan (rumsligen) separerats. Olikheterna bestämmer gränser för de kvantkorrelationer som kan uppstå. Hittills har alla experiment som utförts för att kontrollera Bells olikheter påvisat att dessa olikheter inte uppfylls. Detta medför sålunda att kvantmekaniken inte kan ha alla ovanstående egenskaper. Experimentresultaten ligger till grund för en rad olika hypoteser om hur vår värld är uppbyggd, se Tolkning av kvantmekaniken.